# Mourad Bencheikh

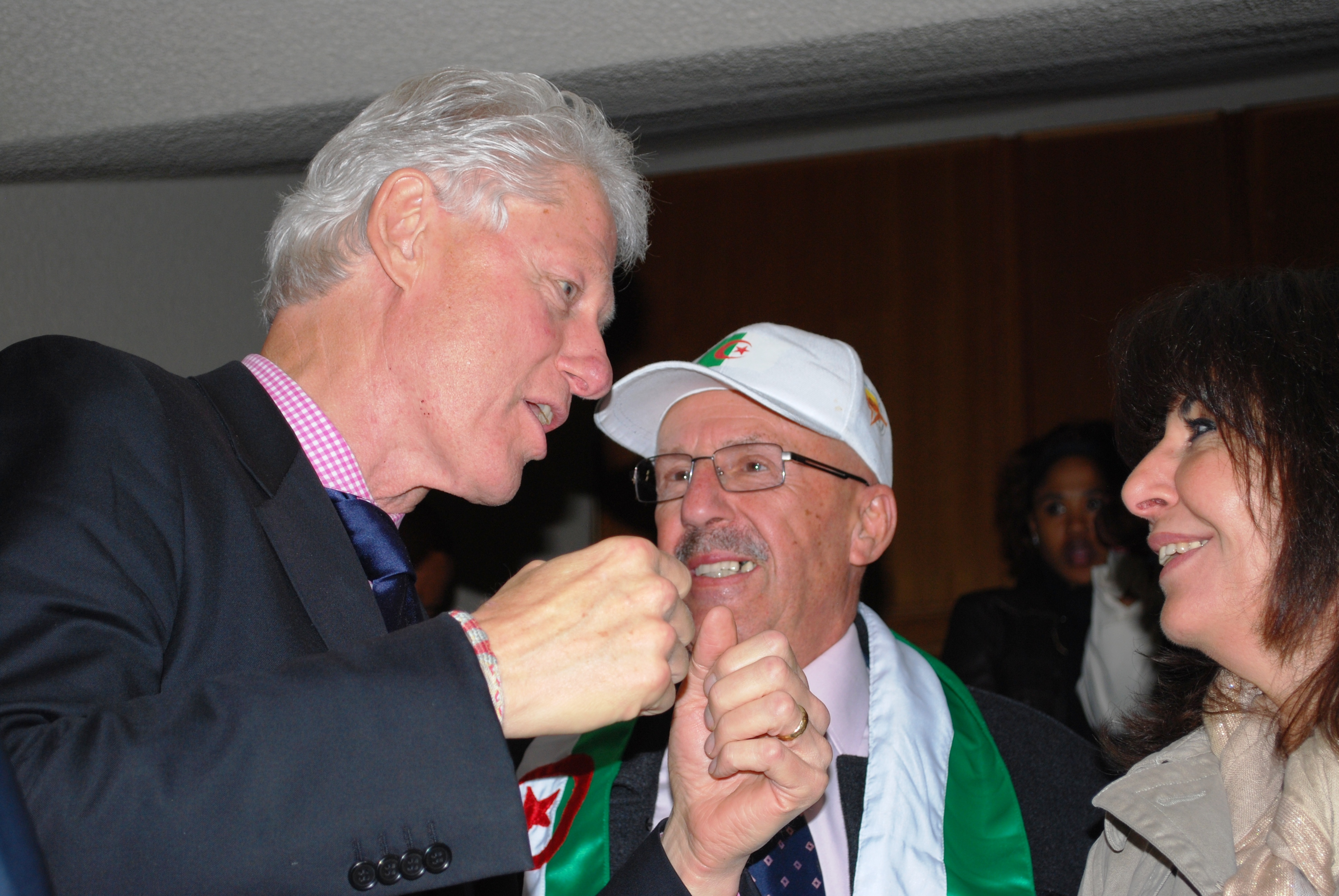
Mourad Bencheikh, Mitte, im Jahr 2010 im Gespräch mit Bill Clinton am Rande eines Fußballspiels in Pretoria

Mourad Bencheikh (* vor 1979 in Laghouat) ist ein algerischer Diplomat.

## Leben
Er war im algerischen Außenministerium tätig und vertrat sein Land in vielen Ländern als Botschafter. Von 1979 bis 1982 diente er als Botschafter in Japan, von 1982 bis 1984 in Kenia, von 1984 bis 1989 in Italien und von 1989 bis 1992 in China. Von 1994 bis 2000 war er Botschafter in Nordeuropa mit Dienstsitz in Stockholm in Schweden, es folgte von 2000 bis 2004 ein Einsatz in Deutschland und von 2004 bis 2010 in Südafrika, ab 2005 auch in Botswana. Außerdem war er auch algerischer Botschafter bei der Ernährungs- und Landwirtschaftsorganisation der Vereinten Nationen in Rom. Er wurde dann 2010 Botschafter in Rabat im für Algerien wichtigen Nachbarland Marokko. Ihm wird nachgesagt, zum Kern des algerischen Geheimdienstes MALG, dem späteren DRS, gehört zu haben.
Im November 2011 trat er in den Ruhestand.